# Velké Přílepy
Velké Přílepy (tyska: Groß Pschilep) är en by och en kommun i Tjeckien. Den ligger i regionen Mellersta Böhmen, i den centrala delen av landet, 11 km nordväst om huvudstaden Prag. Velké Přílepy ligger 280 meter över havet och antalet invånare är 3 358 (2016).
Terrängen runt Velké Přílepy är platt. Runt Velké Přílepy är det tätbefolkat, med 762 invånare per kvadratkilometer. Närmaste större samhälle är Prag, 11,0 km sydost om Velké Přílepy. Trakten runt Velké Přílepy består till största delen av jordbruksmark.